# Hailun
Hailun (en chino, 海伦; pinyin, Hǎilún) es un municipio  bajo la administración directa de la Prefectura Suihua en la Provincia de Heilongjiang, República Popular China.  Su área es de 4642 km² y su población total para 2010 superó los 850 mil habitantes. 

## Administración
Desde julio de 2020, el  Municipio Hailun se divide en 23 pueblos que se administran en 14 poblados y 9 villas.